# Cát (nước)
Cát (chữ Hán: 葛) là một quốc gia bộ lạc - một nước chư hầu của nhà Hạ, nhà Thương và nhà Chu - từng tồn tại ở vùng đông bắc huyện Ninh Lăng tỉnh Hà Nam ngày nay.

## Những ghi chép trong sử sách
Theo nhiều thư tịch cổ ghi lại thì vua cuối cùng của nước này tên là Cát Bá, thời đó việc tế lễ trời đất tổ tiên rất quan trọng các nước chư hầu phải tuân theo phép tắc nghi tiết rất chặt chẽ. Do Cát Bá không tế tự đúng kỳ hạn nên vua Thang nước Thương phái sứ giả đến khiển trách, Cát Bá trả lời rằng không có thịt nên không tế được. Thang lập tức đưa ngay tới một số súc vật như: Trâu, Bò, Ngựa, Dê..v..v..Cát Bá bèn cho làm thịt ăn hết nhưng vẫn chẳng tế bái gì cả, Thang lại phái người đến trách thì Cát Bá nói không có lương thực nên chưa tế được. Thang liền phái người đến giúp Cát Bá cày ruộng và sai trẻ con mang cơm đến cho họ, giữa đường Cát Bá cho quân cướp sạch còn giết một em bé đưa cơm.
Thành Thang nắm lấy cơ hội phát động chiến tranh đem quân tấn công hỏi tội nước Cát, Hạ Kiệt tuy được nghe thông tin này nhưng không đưa quân cứu viện nước Cát vì xét về lý thì Thành Thang đúng. Nước Cát bị cô lập ngay đến thiên tử cũng làm ngơ mà lại chẳng có đồng minh nào giúp đỡ nên thất thế, quân đội nước này không kịp phản ứng trước thế mạnh như trẻ tre của Thành Thang mà bị nước Thương đánh bại nhanh chóng dẫn đến diệt vong.
Sau khi Thành Thang chinh phục nước Cát, chỉ giết chết Cát Bá rồi lại phân phong nước Cát. Đến thời Xuân Thu, nước Cát trở thành nước phụ dung của nước Lỗ, từng bị quân nước Tề tiến đánh thời Tề Tuyên công, về sau bị nước Tống tiêu diệt.